# Морелос (Чиуауа)
Морелос (исп. Morelos) — посёлок в Мексике, штат Чиуауа, входит в состав одноимённого муниципалитета и является его административным центром. Численность населения, по данным переписи 2010 года, составила 813 человек.

## Общие сведения
Название Morelos дано в честь национального героя Хосе Мария Морелоса.
В XVIII веке миссионеры-иезуиты основали в этих местах миссию Архангела Михаила, а основание поселения относится к 1771 году, когда начались разработки месторождений полезных ископаемых.
В 1918 году от испанского гриппа умерло 25 % населения.